# Saint-Dizant-du-Gua
Saint-Dizant-du-Gua – miejscowość i gmina we Francji, w regionie Nowa Akwitania, w departamencie Charente-Maritime.
Według danych na rok 1990 gminę zamieszkiwały 584 osoby, a gęstość zaludnienia wynosiła 32 osób/km² (wśród 1467 gmin regionu Poitou-Charentes Saint-Dizant-du-Gua plasuje się na 502. miejscu pod względem liczby ludności, natomiast pod względem powierzchni na miejscu 463.).